# Stopnie wojskowe na Ukrainie
Lista stopni używanych w Siłach Zbrojnych Ukrainy wg wzoru z 2020 roku:

## Wojska Lądowe Ukrainy
| Kod NATO                                   | OF-10           | OF-10                               | OF-10                               | OF-10                       | OF-9                        | OF-9                                | OF-8                                | OF-7                | OF-6                | OF-6                      | OF-5                      | OF-5        | OF-4        | OF-3            | OF-3            | OF-2                                 | OF-2                                 | OF-1                | OF-1                | OF-1                                   | OF(D)                                  | OF(D)                                  | OF(D)           | Student Officer | Student Officer | Student Officer |
| ------------------------------------------ | --------------- | ----------------------------------- | ----------------------------------- | --------------------------- | --------------------------- | ----------------------------------- | ----------------------------------- | ------------------- | ------------------- | ------------------------- | ------------------------- | ----------- | ----------- | --------------- | --------------- | ------------------------------------ | ------------------------------------ | ------------------- | ------------------- | -------------------------------------- | -------------------------------------- | -------------------------------------- | --------------- | --------------- | --------------- | --------------- |
| Naramiennik, nazwa ukraińska, transkrypcja |                 |                                     |                                     |                             |                             |                                     |                                     |                     |                     |                           |                           |             |             |                 |                 |                                      |                                      |                     |                     |                                        |                                        |                                        |                 |                 |                 |                 |
| Генерал Henerał                            | Генерал Henerał | Генерал-лейтенант Henerał-łejtenant | Генерал-лейтенант Henerał-łejtenant | Генерал-майор Henerał-major | Генерал-майор Henerał-major | Бригадний генерал Bryhadnyj henerał | Бригадний генерал Bryhadnyj henerał | Полковник Połkownyk | Полковник Połkownyk | Підполковник Pidpołkownyk | Підполковник Pidpołkownyk | Майор Major | Майор Major | Капітан Kapitan | Капітан Kapitan | Старший лейтенант Starszyj łejtenant | Старший лейтенант Starszyj łejtenant | Лейтенант Łejtenant | Лейтенант Łejtenant | Молодший лейтенант Mołodszyj łejtenant | Молодший лейтенант Mołodszyj łejtenant | Молодший лейтенант Mołodszyj łejtenant | Курсант Kursant | Курсант Kursant | Курсант Kursant |                 |

| Kod NATO                                   | OR-9                                              | OR-9                                              | OR-9                                             | OR-9                                             | OR-9                            | OR-9                       | OR-8                              | OR-8                              | OR-7                             | OR-7                             | OR-6            | OR-6            | OR-6            | OR-6            | OR-6            | OR-6            | OR-5                               | OR-5                               | OR-5                               | OR-5                               | OR-5                               | OR-5                               | OR-4             | OR-4             | OR-3             | OR-3                           | OR-2          | OR-2          | OR-2          | OR-2          | OR-2          | OR-2          | OR-1             | OR-1 |
| ------------------------------------------ | ------------------------------------------------- | ------------------------------------------------- | ------------------------------------------------ | ------------------------------------------------ | ------------------------------- | -------------------------- | --------------------------------- | --------------------------------- | -------------------------------- | -------------------------------- | --------------- | --------------- | --------------- | --------------- | --------------- | --------------- | ---------------------------------- | ---------------------------------- | ---------------------------------- | ---------------------------------- | ---------------------------------- | ---------------------------------- | ---------------- | ---------------- | ---------------- | ------------------------------ | ------------- | ------------- | ------------- | ------------- | ------------- | ------------- | ---------------- | ---- |
| Naramiennik, nazwa ukraińska, transkrypcja |                                                   |                                                   |                                                  |                                                  |                                 |                            |                                   |                                   |                                  |                                  |                 |                 |                 |                 |                 |                 |                                    |                                    |                                    |                                    |                                    |                                    | Bez odpowiednika | Bez odpowiednika | Bez odpowiednika |                                |               |               |               |               |               |               | Nie przewidziano |      |
| Naramiennik, nazwa ukraińska, transkrypcja | Головний майстер-сержант Hołownyj majster-serżant | Головний майстер-сержант Hołownyj majster-serżant | Старший майстер-сержант Starszyj majster-serżant | Старший майстер-сержант Starszyj majster-serżant | Майстер-сержант Majster-serżant | Штаб-сержант Sztab-serżant | Головний сержант Hołownyj serżant | Головний сержант Hołownyj serżant | Старший сержант Starszyj serżant | Старший сержант Starszyj serżant | Сержант Serżant | Сержант Serżant | Сержант Serżant | Сержант Serżant | Сержант Serżant | Сержант Serżant | Молодший сержант Mołodszyj serżant | Молодший сержант Mołodszyj serżant | Молодший сержант Mołodszyj serżant | Молодший сержант Mołodszyj serżant | Молодший сержант Mołodszyj serżant | Молодший сержант Mołodszyj serżant | Bez odpowiednika | Bez odpowiednika | Bez odpowiednika | Старший солдат Starszyj sołdat | Солдат Sołdat | Солдат Sołdat | Солдат Sołdat | Солдат Sołdat | Солдат Sołdat | Солдат Sołdat | Рекрут Rekrut    |      |

## Siły Powietrzne Ukrainy
| Kod NATO                                   | OF-10           | OF-10                               | OF-10                               | OF-10                       | OF-9                        | OF-9                                | OF-8                                | OF-7                | OF-6                | OF-6                      | OF-5                      | OF-5        | OF-4        | OF-3            | OF-3            | OF-2                                 | OF-2                                 | OF-1                | OF-1                | OF-1                                   | OF(D)                                  | OF(D)                                  | OF(D)           | Student Officer | Student Officer | Student Officer |
| ------------------------------------------ | --------------- | ----------------------------------- | ----------------------------------- | --------------------------- | --------------------------- | ----------------------------------- | ----------------------------------- | ------------------- | ------------------- | ------------------------- | ------------------------- | ----------- | ----------- | --------------- | --------------- | ------------------------------------ | ------------------------------------ | ------------------- | ------------------- | -------------------------------------- | -------------------------------------- | -------------------------------------- | --------------- | --------------- | --------------- | --------------- |
| Naramiennik, nazwa ukraińska, transkrypcja |                 |                                     |                                     |                             |                             |                                     |                                     |                     |                     |                           |                           |             |             |                 |                 |                                      |                                      |                     |                     |                                        |                                        |                                        |                 |                 |                 |                 |
| Генерал Henerał                            | Генерал Henerał | Генерал-лейтенант Henerał-łejtenant | Генерал-лейтенант Henerał-łejtenant | Генерал-майор Henerał-major | Генерал-майор Henerał-major | Бригадний генерал Bryhadnyj henerał | Бригадний генерал Bryhadnyj henerał | Полковник Połkownyk | Полковник Połkownyk | Підполковник Pidpołkownyk | Підполковник Pidpołkownyk | Майор Major | Майор Major | Капітан Kapitan | Капітан Kapitan | Старший лейтенант Starszyj łejtenant | Старший лейтенант Starszyj łejtenant | Лейтенант Łejtenant | Лейтенант Łejtenant | Молодший лейтенант Mołodszyj łejtenant | Молодший лейтенант Mołodszyj łejtenant | Молодший лейтенант Mołodszyj łejtenant | Курсант Kursant | Курсант Kursant | Курсант Kursant |                 |

| Kod NATO                                   | OR-9                                              | OR-9                                              | OR-9                                             | OR-9                                             | OR-9                            | OR-9                       | OR-8                              | OR-8                              | OR-7                             | OR-7                             | OR-6            | OR-6            | OR-6            | OR-6            | OR-6            | OR-6            | OR-5             | OR-5             | OR-5             | OR-5             | OR-5             | OR-5             | OR-4          | OR-4          | OR-3                           | OR-3                           | OR-2          | OR-2          | OR-2          | OR-2          | OR-2          | OR-2          | OR-1             | OR-1 |
| ------------------------------------------ | ------------------------------------------------- | ------------------------------------------------- | ------------------------------------------------ | ------------------------------------------------ | ------------------------------- | -------------------------- | --------------------------------- | --------------------------------- | -------------------------------- | -------------------------------- | --------------- | --------------- | --------------- | --------------- | --------------- | --------------- | ---------------- | ---------------- | ---------------- | ---------------- | ---------------- | ---------------- | ------------- | ------------- | ------------------------------ | ------------------------------ | ------------- | ------------- | ------------- | ------------- | ------------- | ------------- | ---------------- | ---- |
| Naramiennik, nazwa ukraińska, transkrypcja |                                                   |                                                   |                                                  |                                                  |                                 |                            |                                   |                                   |                                  |                                  |                 |                 |                 |                 |                 |                 | Bez odpowiednika | Bez odpowiednika | Bez odpowiednika | Bez odpowiednika | Bez odpowiednika | Bez odpowiednika |               |               |                                |                                |               |               |               |               |               |               | Bez odpowiednika |      |
| Naramiennik, nazwa ukraińska, transkrypcja | Головний майстер-сержант Hołownyj majster-serżant | Головний майстер-сержант Hołownyj majster-serżant | Старший майстер-сержант Starszyj majster-serżant | Старший майстер-сержант Starszyj majster-serżant | Майстер-сержант Majster-serżant | Штаб-сержант Sztab-cerżant | Головний сержант Hołownyj serżant | Головний сержант Hołownyj serżant | Старший сержант Starszyj serżant | Старший сержант Starszyj serżant | Сержант Serżant | Сержант Serżant | Сержант Serżant | Сержант Serżant | Сержант Serżant | Сержант Serżant | Bez odpowiednika | Bez odpowiednika | Bez odpowiednika | Bez odpowiednika | Bez odpowiednika | Bez odpowiednika | Капрал Kaprał | Капрал Kaprał | Старший солдат Starszyj sołdat | Старший солдат Starszyj sołdat | Солдат Sołdat | Солдат Sołdat | Солдат Sołdat | Солдат Sołdat | Солдат Sołdat | Солдат Sołdat | Bez odpowiednika |      |

## Marynarka Wojenna Ukrainy
| Kod NATO                                                                                     | OF-10            | OF-10            | OF-10            | OF-10            | OF-9            | OF-9            | OF-8                    | OF-7                      | OF-6              | OF-6              | OF-5                            | OF-5                            | OF-4                              | OF-3                                | OF-3                                | OF-2                                | OF-2                                | OF-1                                 | OF-1                | OF-1                | OF(D)                                  | OF(D)                                  | OF(D)                                  | Student Officer | Student Officer | Student Officer |
| -------------------------------------------------------------------------------------------- | ---------------- | ---------------- | ---------------- | ---------------- | --------------- | --------------- | ----------------------- | ------------------------- | ----------------- | ----------------- | ------------------------------- | ------------------------------- | --------------------------------- | ----------------------------------- | ----------------------------------- | ----------------------------------- | ----------------------------------- | ------------------------------------ | ------------------- | ------------------- | -------------------------------------- | -------------------------------------- | -------------------------------------- | --------------- | --------------- | --------------- |
| Naramiennik munduru polowego, naramiennik munduru wyjściowego, nazwa ukraińska, transkrypcja | Bez odpowiednika | Bez odpowiednika | Bez odpowiednika | Bez odpowiednika |                 |                 |                         |                           |                   |                   |                                 |                                 |                                   |                                     |                                     |                                     |                                     |                                      |                     |                     |                                        |                                        |                                        |                 |                 |                 |
| Naramiennik munduru polowego, naramiennik munduru wyjściowego, nazwa ukraińska, transkrypcja | Bez odpowiednika | Bez odpowiednika | Bez odpowiednika | Bez odpowiednika |                 |                 |                         |                           |                   |                   |                                 |                                 |                                   |                                     |                                     |                                     |                                     |                                      |                     |                     |                                        |                                        |                                        |                 |                 |                 |
| Naramiennik munduru polowego, naramiennik munduru wyjściowego, nazwa ukraińska, transkrypcja | Bez odpowiednika | Bez odpowiednika | Bez odpowiednika | Bez odpowiednika | Адмірал Admirał | Адмірал Admirał | Віцеадмірал Wiceadmirał | Контрадмірал Kontradmirał | Командор Komandor | Командор Komandor | Капітан I рангу Kapitan I ranhu | Капітан I рангу Kapitan I ranhu | Капітан II рангу Kapitan II ranhu | Капітан III рангу Kapitan III ranhu | Капітан III рангу Kapitan III ranhu | Капітан-лейтенант Kapitan-łejtenant | Капітан-лейтенант Kapitan-łejtenant | Старший лейтенант Starszyj łejtenant | Лейтенант Łejtenant | Лейтенант Łejtenant | Молодший лейтенант Mołodszyj łejtenant | Молодший лейтенант Mołodszyj łejtenant | Молодший лейтенант Mołodszyj łejtenant | Курсант Kursant | Курсант Kursant | Курсант Kursant |

| Szewron, naramiennik, nazwa ukraińska, transkrypcja |                                                      |                                                      |                                                     |                                                     |                                    |                               |                                                              |                                                              |                                      |                                      |                                      |                                      |                                      |                                      |                                      |                                      |                                        |                                        |                                        |                                        |                                        |                                        | Bez odpowiednika | Bez odpowiednika |                                |                                | Bez odpowiednika | Bez odpowiednika | Bez odpowiednika | Bez odpowiednika | Bez odpowiednika | Bez odpowiednika |               |               |  |  |  |  |
| Szewron, naramiennik, nazwa ukraińska, transkrypcja |                                                      |                                                      |                                                     |                                                     |                                    |                               |                                                              |                                                              |                                      |                                      |                                      |                                      |                                      |                                      |                                      |                                      |                                        |                                        |                                        |                                        |                                        |                                        | Bez odpowiednika | Bez odpowiednika |                                |                                | Bez odpowiednika | Bez odpowiednika | Bez odpowiednika | Bez odpowiednika | Bez odpowiednika | Bez odpowiednika |               |               |  |  |  |  |
| Szewron, naramiennik, nazwa ukraińska, transkrypcja | Головний майстер-старшина Hołownyj majster-starszyna | Головний майстер-старшина Hołownyj majster-starszyna | Старший майстер-старшина Starszyj majster-starszyna | Старший майстер-старшина Starszyj majster-starszyna | Майстер-старшина Majster-starszyna | Штаб-старшина Sztab-starszyna | Головний корабельний старшина Hołownyj korabel’nyj starszyna | Головний корабельний старшина Hołownyj korabel’nyj starszyna | Головний старшина Hołownyj starszyna | Головний старшина Hołownyj starszyna | Головний старшина Hołownyj starszyna | Головний старшина Hołownyj starszyna | Головний старшина Hołownyj starszyna | Головний старшина Hołownyj starszyna | Старшина I статті Starszyna I statti | Старшина I статті Starszyna I statti | Старшина II статті Starszyna II statti | Старшина II статті Starszyna II statti | Старшина II статті Starszyna II statti | Старшина II статті Starszyna II statti | Старшина II статті Starszyna II statti | Старшина II статті Starszyna II statti | Bez odpowiednika | Bez odpowiednika | Старший матрос Starszyj matros | Старший матрос Starszyj matros | Bez odpowiednika | Bez odpowiednika | Bez odpowiednika | Bez odpowiednika | Bez odpowiednika | Bez odpowiednika | Матрос Matros | Матрос Matros |  |  |  |  |

### Komponent naziemny Marynarki Wojennej
| Kod NATO                                   | OF-10            | OF-10            | OF-10            | OF-10            | OF-9             | OF-9             | OF-8                                | OF-7                        | OF-6                                | OF-6                                | OF-5                | OF-5                | OF-4                      | OF-3        | OF-3        | OF-2            | OF-2            | OF-1                                 | OF-1                | OF-1                | OF(D)                                  | OF(D)                                  | OF(D)                                  | Student Officer | Student Officer | Student Officer |
| ------------------------------------------ | ---------------- | ---------------- | ---------------- | ---------------- | ---------------- | ---------------- | ----------------------------------- | --------------------------- | ----------------------------------- | ----------------------------------- | ------------------- | ------------------- | ------------------------- | ----------- | ----------- | --------------- | --------------- | ------------------------------------ | ------------------- | ------------------- | -------------------------------------- | -------------------------------------- | -------------------------------------- | --------------- | --------------- | --------------- |
| Naramiennik, nazwa ukraińska, transkrypcja | Bez odpowiednika | Bez odpowiednika | Bez odpowiednika | Bez odpowiednika | Bez odpowiednika | Bez odpowiednika |                                     |                             |                                     |                                     |                     |                     |                           |             |             |                 |                 |                                      |                     |                     |                                        |                                        |                                        |                 |                 |                 |
| Naramiennik, nazwa ukraińska, transkrypcja | Bez odpowiednika | Bez odpowiednika | Bez odpowiednika | Bez odpowiednika | Bez odpowiednika | Bez odpowiednika | Генерал-лейтенант Henerał-łejtenant | Генерал-майор Henerał-major | Бригадний генерал Bryhadnyj henerał | Бригадний генерал Bryhadnyj henerał | Полковник Połkownyk | Полковник Połkownyk | Підполковник Pidpołkownyk | Майор Major | Майор Major | Капітан Kapitan | Капітан Kapitan | Старший лейтенант Starszyj łejtenant | Лейтенант Łejtenant | Лейтенант Łejtenant | Молодший лейтенант Mołodszyj łejtenant | Молодший лейтенант Mołodszyj łejtenant | Молодший лейтенант Mołodszyj łejtenant | Курсант Kursant | Курсант Kursant | Курсант Kursant |

| Kod NATO                                   | OR-9                                                 | OR-9                                                 | OR-9                                                | OR-9                                                | OR-9                               | OR-9                          | OR-8                                                         | OR-8                                                         | OR-7                                 | OR-7                                 | OR-6                                 | OR-6                                 | OR-6                                 | OR-6                                 | OR-6                                 | OR-6                                 | OR-5             | OR-5             | OR-5                                   | OR-5                                   | OR-5                                   | OR-5                                   | OR-4                                   | OR-4                                   | OR-3                           | OR-3                           | OR-2                           | OR-2                           | OR-2          | OR-2          | OR-2 | OR-2 | OR-1             | OR-1             |
| ------------------------------------------ | ---------------------------------------------------- | ---------------------------------------------------- | --------------------------------------------------- | --------------------------------------------------- | ---------------------------------- | ----------------------------- | ------------------------------------------------------------ | ------------------------------------------------------------ | ------------------------------------ | ------------------------------------ | ------------------------------------ | ------------------------------------ | ------------------------------------ | ------------------------------------ | ------------------------------------ | ------------------------------------ | ---------------- | ---------------- | -------------------------------------- | -------------------------------------- | -------------------------------------- | -------------------------------------- | -------------------------------------- | -------------------------------------- | ------------------------------ | ------------------------------ | ------------------------------ | ------------------------------ | ------------- | ------------- | ---- | ---- | ---------------- | ---------------- |
| Naramiennik, nazwa ukraińska, transkrypcja |                                                      |                                                      |                                                     |                                                     |                                    |                               |                                                              |                                                              |                                      |                                      |                                      |                                      |                                      |                                      |                                      |                                      | Bez odpowiednika | Bez odpowiednika |                                        |                                        |                                        |                                        |                                        |                                        |                                |                                |                                |                                |               |               |      |      | Bez odpowiednika | Bez odpowiednika |
| Naramiennik, nazwa ukraińska, transkrypcja | Головний майстер-старшина Hołownyj majster-starszyna | Головний майстер-старшина Hołownyj majster-starszyna | Старший майстер-старшина Starszyj majster-starszyna | Старший майстер-старшина Starszyj majster-starszyna | Майстер-старшина Majster-starszyna | Штаб-старшина Sztab-starszyna | Головний корабельний старшина Hołownyj korabel’nyj starszyna | Головний корабельний старшина Hołownyj korabel’nyj starszyna | Головний старшина Hołownyj starszyna | Головний старшина Hołownyj starszyna | Старшина I статті Starszyna I statti | Старшина I статті Starszyna I statti | Старшина I статті Starszyna I statti | Старшина I статті Starszyna I statti | Старшина I статті Starszyna I statti | Старшина I статті Starszyna I statti | Bez odpowiednika | Bez odpowiednika | Старшина II статті Starszyna II statti | Старшина II статті Starszyna II statti | Старшина II статті Starszyna II statti | Старшина II статті Starszyna II statti | Старшина II статті Starszyna II statti | Старшина II статті Starszyna II statti | Старший матрос Starszyj matros | Старший матрос Starszyj matros | Старший матрос Starszyj matros | Старший матрос Starszyj matros | Матрос Matros | Матрос Matros |      |      | Bez odpowiednika | Bez odpowiednika |

## Siły Operacji Specjalnych Ukrainy
| Kod NATO                                   | OF-10            | OF-10            | OF-10            | OF-10            | OF-9             | OF-9             | OF-8                                | OF-7                        | OF-6                                | OF-6                                | OF-5                | OF-5                | OF-4                      | OF-3        | OF-3        | OF-2            | OF-2            | OF-1                                 | OF-1                | OF-1                | OF(D)                                  | OF(D)                                  | OF(D)                                  | Student Officer | Student Officer | Student Officer |
| ------------------------------------------ | ---------------- | ---------------- | ---------------- | ---------------- | ---------------- | ---------------- | ----------------------------------- | --------------------------- | ----------------------------------- | ----------------------------------- | ------------------- | ------------------- | ------------------------- | ----------- | ----------- | --------------- | --------------- | ------------------------------------ | ------------------- | ------------------- | -------------------------------------- | -------------------------------------- | -------------------------------------- | --------------- | --------------- | --------------- |
| Naramiennik, nazwa ukraińska, transkrypcja | Bez odpowiednika | Bez odpowiednika | Bez odpowiednika | Bez odpowiednika | Bez odpowiednika | Bez odpowiednika |                                     |                             |                                     |                                     |                     |                     |                           |             |             |                 |                 |                                      |                     |                     |                                        |                                        |                                        |                 |                 |                 |
| Naramiennik, nazwa ukraińska, transkrypcja | Bez odpowiednika | Bez odpowiednika | Bez odpowiednika | Bez odpowiednika | Bez odpowiednika | Bez odpowiednika | Генерал-лейтенант Henerał-łejtenant | Генерал-майор Henerał-major | Бригадний генерал Bryhadnyj henerał | Бригадний генерал Bryhadnyj henerał | Полковник Połkownyk | Полковник Połkownyk | Підполковник Pidpołkownyk | Майор Major | Майор Major | Капітан Kapitan | Капітан Kapitan | Старший лейтенант Starszyj łejtenant | Лейтенант Łejtenant | Лейтенант Łejtenant | Молодший лейтенант Mołodszyj łejtenant | Молодший лейтенант Mołodszyj łejtenant | Молодший лейтенант Mołodszyj łejtenant | Курсант Kursant | Курсант Kursant | Курсант Kursant |

| Kod NATO                                   | OR-9                                              | OR-9                                              | OR-9                                             | OR-9                                             | OR-9                            | OR-9                       | OR-8                              | OR-8                              | OR-7                             | OR-7                             | OR-6            | OR-6            | OR-6            | OR-6            | OR-6            | OR-6            | OR-5             | OR-5             | OR-5                               | OR-5                               | OR-5                               | OR-5                               | OR-4                               | OR-4                               | OR-3                           | OR-3          | OR-2          | OR-2          | OR-2          | OR-2          | OR-2          | OR-2 | OR-1             | OR-1             |
| ------------------------------------------ | ------------------------------------------------- | ------------------------------------------------- | ------------------------------------------------ | ------------------------------------------------ | ------------------------------- | -------------------------- | --------------------------------- | --------------------------------- | -------------------------------- | -------------------------------- | --------------- | --------------- | --------------- | --------------- | --------------- | --------------- | ---------------- | ---------------- | ---------------------------------- | ---------------------------------- | ---------------------------------- | ---------------------------------- | ---------------------------------- | ---------------------------------- | ------------------------------ | ------------- | ------------- | ------------- | ------------- | ------------- | ------------- | ---- | ---------------- | ---------------- |
| Naramiennik, nazwa ukraińska, transkrypcja |                                                   |                                                   |                                                  |                                                  |                                 |                            |                                   |                                   |                                  |                                  |                 |                 |                 |                 |                 |                 | Bez odpowiednika | Bez odpowiednika |                                    |                                    |                                    |                                    |                                    |                                    |                                |               |               |               |               |               |               |      | Bez odpowiednika | Bez odpowiednika |
| Naramiennik, nazwa ukraińska, transkrypcja | Головний майстер-сержант Hołownyj majster-serżant | Головний майстер-сержант Hołownyj majster-serżant | Старший майстер-сержант Starszyj majster-serżant | Старший майстер-сержант Starszyj majster-serżant | Майстер-сержант Majster-serżant | Штаб-сержант Sztab-serżant | Головний сержант Hołownyj serżant | Головний сержант Hołownyj serżant | Старший сержант Starszyj serżant | Старший сержант Starszyj serżant | Сержант Serżant | Сержант Serżant | Сержант Serżant | Сержант Serżant | Сержант Serżant | Сержант Serżant | Bez odpowiednika | Bez odpowiednika | Молодший сержант Mołodszyj serżant | Молодший сержант Mołodszyj serżant | Молодший сержант Mołodszyj serżant | Молодший сержант Mołodszyj serżant | Молодший сержант Mołodszyj serżant | Молодший сержант Mołodszyj serżant | Старший солдат Starszyj sołdat | Солдат Sołdat | Солдат Sołdat | Солдат Sołdat | Солдат Sołdat | Солдат Sołdat | Солдат Sołdat |      | Bez odpowiednika | Bez odpowiednika |